# Kraśniccy herbu Rawicz
Kraśniccy ród szlachecki herbu Rawicz – wzięli swe nazwisko od wsi Kraśnica (Gmina Opoczno, Powiat opoczyński, Województwo łódzkie). 
Kraśnica była gniazdem Kraśnickich herbu Rawicz. Jak podaje słownik Królestwa Polskiego pierwszy kościół w Kraśnicy istniał już w 1440 r. Zapewne to oni właśnie byli fundatorami tego kościoła pod wezwaniem św. Andrzeja i św. Wojciecha.

## Opis herbu

Herb Rawicz

W polu złotym na niedźwiedziu kroczącym, czarnym, panna w czerwonej sukni, rozczesana w koronie złotej. Klejnot: Między dwoma porożami jelenimi pół niedźwiedzia czarnego, wspiętego, z różą czerwoną w prawej łapie.

## Najważniejsi przedstawiciele
- Jakub, Krzysztof i Marcin w województwie trockim podpisali elekcją polskiego króla Władysława IV.
- Antoni Kraśnicki skarbnik Brzeziński, w roku 1778.
- Kraśnicki sędzia i poseł Sieradzki, w roku 1589. Mianowany w ratyfikacji transakcji Bendzińskiej (Krasicki, str. 373)
- Andrzej Kraśńicki (1594) (vel Skłodowski). Żona Zofia z rodu Dembińskich herbu Rawicz (córka Stanisława Dembińskiego – najstarszy syn kasztelana z Kuczkowskiej, starosta Chęciński, marszałek Trybunału koronnego 1582 r.)[4].
- Teodor Zdarbożec Kraśnicki – szlachcic, z powiat grodzieńskiego; wzmiankowany jest w zapisach archiwalnych z roku 1649[5][6]

## Byli Kraśniccy tak sama herbu
Jastrzębiec, Korczak, Samson, Sas.